# Ashoknagar Kalyangarh
Ashoknagar Kalyangarh é uma cidade e um município no distrito de North Twentyfour Parganas, no estado indiano de West Bengal.

## Demografia
Segundo o censo de 2001, Ashoknagar Kalyangarh tinha uma população de 111 475 habitantes. Os indivíduos do sexo masculino constituem 51% da população e os do sexo feminino 49%. Ashoknagar Kalyangarh tem uma taxa de literacia de 79%, superior à média nacional de 59,5%; com 53% para o sexo masculino e 47% para o sexo feminino. 9% da população está abaixo dos 6 anos de idade.